# Collazzone
Collazzone är en ort och kommun i provinsen Perugia i regionen Umbrien i Italien. Kommunen hade 3 448 invånare (2018).